# UFC Fight Night: Volkov vs. Struve
UFC Fight Night: Volkov vs. Struve (também conhecido como UFC Fight Night 115) foi um evento de artes marciais mistas (MMA) produzido pelo Ultimate Fighting Championship, ocorrido no dia 2 de setembro de 2017, no Ahoy Rotterdam, em Roterdão, Países Baixos.

## Background
Uma luta peso-pesado entre o ex-campeão dos Pesos-Pesados do Bellator Alexander Volkov e Stefan Struve deverá ser a principal do evento.
O recém-chegado promocional Abu Azaitar deveria enfrentar Siyar Bahadurzada no evento, mas retirou-se no início de agosto e foi substituído pelo seu colega Rob Wilkinson.
Também no início de agosto, Islam Makhachev saiu de uma luta programada contra Michel Prazeres e foi substituído por outro recém-chegado, Mads Burnell.
Em 11 de agosto, Marcos Rogério de Lima foi retirado da sua luta contra Saparbek Safarov depois de ser denunciado pela Agência de Antidopagem dos EUA (USADA) por uma possível violação antidoping. A possível violação decorre com uma amostra fora da competição coletada em 1 de agosto. Posteriormente, Safarov também foi forçado a sair do card com uma lesão nas costelas.
Nick Hein deveria enfrentar o recém-chegado Zabit Magomedsharipov neste evento, mas retirou-se no dia 21 de agosto por lesão. Hein foi substituído pelo por recém-chegado promocional Mike Santiago.
O ex-campeão da Pena de Peso Feminino da UFC Germaine de Randamie deveria enfrentar Marion Reneau no evento. No entanto, de Randamie retirou-se da luta em 25 de agosto, citando lesões. Ela foi substituída pelo e foi substituída por recém-chegado promocional Talita Bernardo. 
Ao pesar, Michel Prazeres perdeu o limite leve de 156 libras, chegando a 159 libras. Como resultado, o ataque com Mads Burnell foi alterado para um peso pesado e Prazeres foi multado com 20% de sua bolsa. 

## Bônus da Noite
- Luta da Noite:  Alexander Volkov vs.  Stefan Struve
- Performance da Noite:  Mairbek Taisumov e  Zabit Magomedsharipov